# Athletissima 2014
Navigation
Édition précédente Édition suivante
L'Athletissima 2014 est la 37e édition du meeting Athletissima qui a lieu le 3 juillet 2014 au Stade olympique de la Pontaise de Lausanne, en Suisse. Il constitue la septième étape de la Ligue de diamant 2014.

## Résultats

### Hommes
| Épreuve          | Vainqueur                            | Second                          | Troisième                        |
| ---------------- | ------------------------------------ | ------------------------------- | -------------------------------- |
| 200 m            | Alonso Edward 19 s 84 (SB)           | Nickel Ashmeade 20 s 06         | Christophe Lemaitre 20 s 11 (SB) |
| 400 m            | Kirani James 43 s 74 (WL, NR)        | LaShawn Merritt 43 s 92 (SB)    | Youssef Masrahi 44 s 43 (AR)     |
| 1 500 m          | Ronald Kwemoi 3 min 31 s 48 (PB)     | Silas Kiplagat 3 min 31 s 81    | James Magut 3 min 31 s 91        |
| 110 m haies      | Pascal Martinot-Lagarde 13 s 06 (PB) | Sergueï Choubenkov 13 s 13 (SB) | Andrew Riley 13 s 23 (SB)        |
| 400 m haies      | Javier Culson 48 s 32                | Michael Tinsley 48 s 40 (SB)    | Cornel Fredericks 49 s 00        |
| 3 000 m steeple  | Jairus Birech 8 min 3 s 34           | Conseslus Kipruto 8 min 11 s 93 | Jonathan Ndiku 8 min 12 s 95     |
| Saut en longueur | Jeff Henderson 8,31 m                | Greg Rutherford 8,19 m          | Li Jinzhe 8,10 m                 |
| Saut en hauteur  | Bohdan Bondarenko 2,40 m             | Andriy Protsenko 2,40 m (PB)    | Ivan Ukhov 2,38 m                |
| Saut à la perche | Renaud Lavillenie 5,87 m             | Thiago Braz da Silva 5,72 m     | Kévin Ménaldo 5,62 m             |
| Lancer du disque | Piotr Małachowski 66,63 m            | Jorge Fernández 66,50 m (PB)    | Gerd Kanter 64,91 m (SB)         |

### Femmes
| Épreuve           | Vainqueur                      | Seconde                            | Troisième                        |
| ----------------- | ------------------------------ | ---------------------------------- | -------------------------------- |
| 100 m             | Michelle-Lee Ahye 10 s 98      | Murielle Ahouré 10 s 98 (SB)       | English Gardner 11 s 19          |
| 800 m             | Eunice Sum 1 min 58 s 48 (SB)  | Ekaterina Poistogova 1 min 58 s 79 | Tigist Assefa 1 min 59 s 24 (PB) |
| 3 000 m           | Mercy Cherono 8 min 50 s 24    | Genzebe Dibaba 8 min 50 s 81       | Viola Kibiwot 8 min 52 s 03      |
| Triple saut       | Caterine Ibargüen 14,87 m (WL) | Ekaterina Koneva 14,67 m           | Patrícia Mamona 14,49 m          |
| Lancer du poids   | Valerie Adams 20,42 m          | Gong Lijiao 19,65 m (SB)           | Michelle Carter 19,38 m          |
| Lancer du javelot | Barbora Špotáková 66,72 m (SB) | Martina Ratej 64,63 m              | Kimberley Mickle 64,20 m         |